# Œ
Az œ  (latin small/capital letter oe) egy ligatúra, amelyet a latin és a francia nyelv használ.

## Karakterkódolás
| Karakterkészlet | Kisbetű (œ) | Nagybetű (Œ) |
| --------------- | ----------- | ------------ |
| EBCDIC          | 156         | 140          |
| Bináris EBCDIC  | 10011100    | 10001100     |
| Unicode         | U+0153      | U+0152       |
| HTML/XML        | &oelig;     | &OElig;      |

## Kiejtése különböző nyelveken
latin – [oj]

francia – [œ] vagy [ø]

## Egyéb előfordulásai
Az ö karakter eredetije is az œ ligatúra volt. Az o fölé egy fordított e-t írtak, ami később umlauttá egyszerűsödött.

### Angolul
- EBCDIC-kódok
- Kis- és nagybetűs Unicode-kódok